# Борнит
Борни́т — минерал, сульфид меди и железа (Cu5FeS4). Назван в честь австрийского минералога И. Борна. Устаревшие синонимы — «колчедан пёстрый медный», «пурпур медный». Имеет две полиморфные модификации: высокотемпературная (больше 228 °C) модификация — кубически-гексаоктаздрическая, и низкотемпературная (меньше 228 °C) — тетрагонально-скаленоэдрическая.

## Свойства
Цвет сложный и отличается характерным непостоянством: на свежем изломе между бронзово-жёлтым или медно-красным до индигово-синего, с течением времени быстро изменяется до пёстрого жёлто-оранжево-красно-синего за счёт образования на поверхности окисной плёнки с побежалостью. Блеск металлический. Твёрдость 3. Очень хрупкий. Плотность 4,9 — 5,3. Спайность несовершенная по (110), излом раковистый. Растворим в HNO3.
Химический состав непостоянен. Теоретически, согласно химической формуле Cu5FeS4, он должен быть следующим: Cu — 63,3 %, Fe — 11,2 %, S — 25,5 %. Однако состав борнита колеблется в значительных пределах, так как этот минерал способен содержать в себе в виде твёрдых растворов халькопирит и халькозин.

## Сопутствующие минералы
Кварц, кальцит, халькозин, халькопирит, пирит, энаргит, магнетит, пирротин, ковеллин.

## Происхождение и месторождения

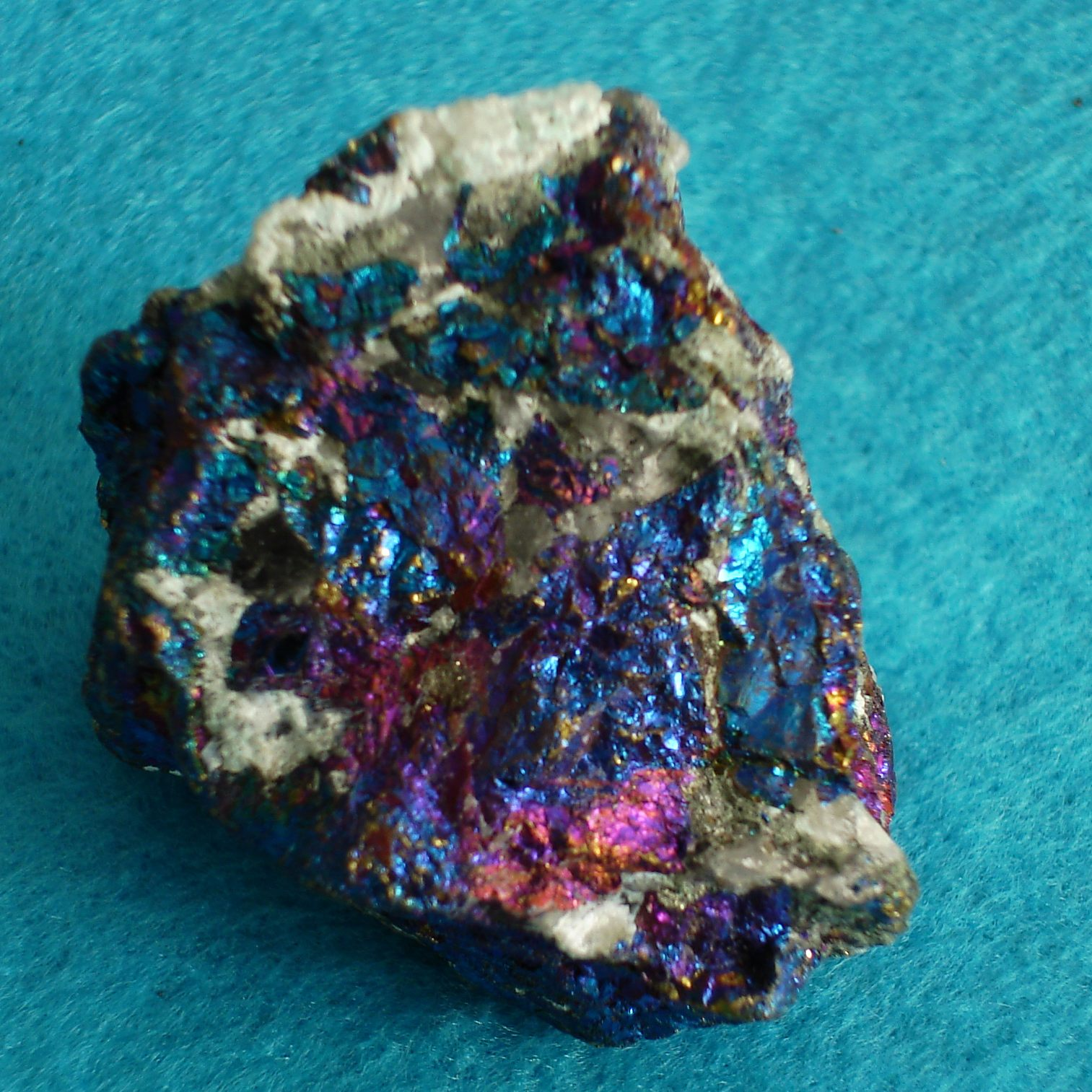
Борнит с побежалостью

Борнит может иметь как эндогенное, так и экзогенное происхождение. Борнит эндогенного происхождения встречается в некоторых средне- и низкотемпературных гидротермальных месторождениях. В ряде случаев он содержит микроскопические, обычно пластинчатые включения халькопирита. В парагенезисе с ним, кроме халькопирита, встречаются: эндогеный халькозин, галенит, сфалерит, пирит и др.
Экзогенный борнит широко бывает развит как наиболее ранний вторичный сульфид в виде неправильных жилок, каёмок или сплошных масс. По сравнению с другими вторичными сульфидами меди является менее устойчивым и легко разрушается в условиях выветривания.
Сравнительно редкий, крупные скопления не образует. Обычно в виде вкрапленности или прожилков в кварце или кальците в ассоциации с другими сульфидами меди. Также отдельные, обычно плохо образованные небольшие кристаллы в пустотах и на стенках трещин. В близповерхностных условиях неустойчив и легко разрушается при выветривании или превращается в халькозин и ковеллин. В незначительных количествах встречается на многих месторождениях Урала в верхних зонах вторичного сульфидного обогащения. Также месторождения Джезказган и Саяк (Казахстан), медистые сланцы Мансфельда (Германия), Любин близ Легница, (Польша), Словения, Бьютт (Монтана, США), Цумеб (Намибия).